# パンジケント
パンジケント(ペンジケント，パンジャケントとも呼ばれる)(タジク語: Панҷакент、ロシア語: Пенджикент、英語: Panjikent / Panjekent / Panjakent)は、タジキスタンの西部にあるソグド州のザラフシャン川沿いにある一都市であり、西方約50kmにはウズベキスタンの都市サマルカンドがある。
人口は33,000人(2000年の調査)。この地は、かつて存在した古代国家ソグディアナ(粟特)の町でもあった。

## 歴史

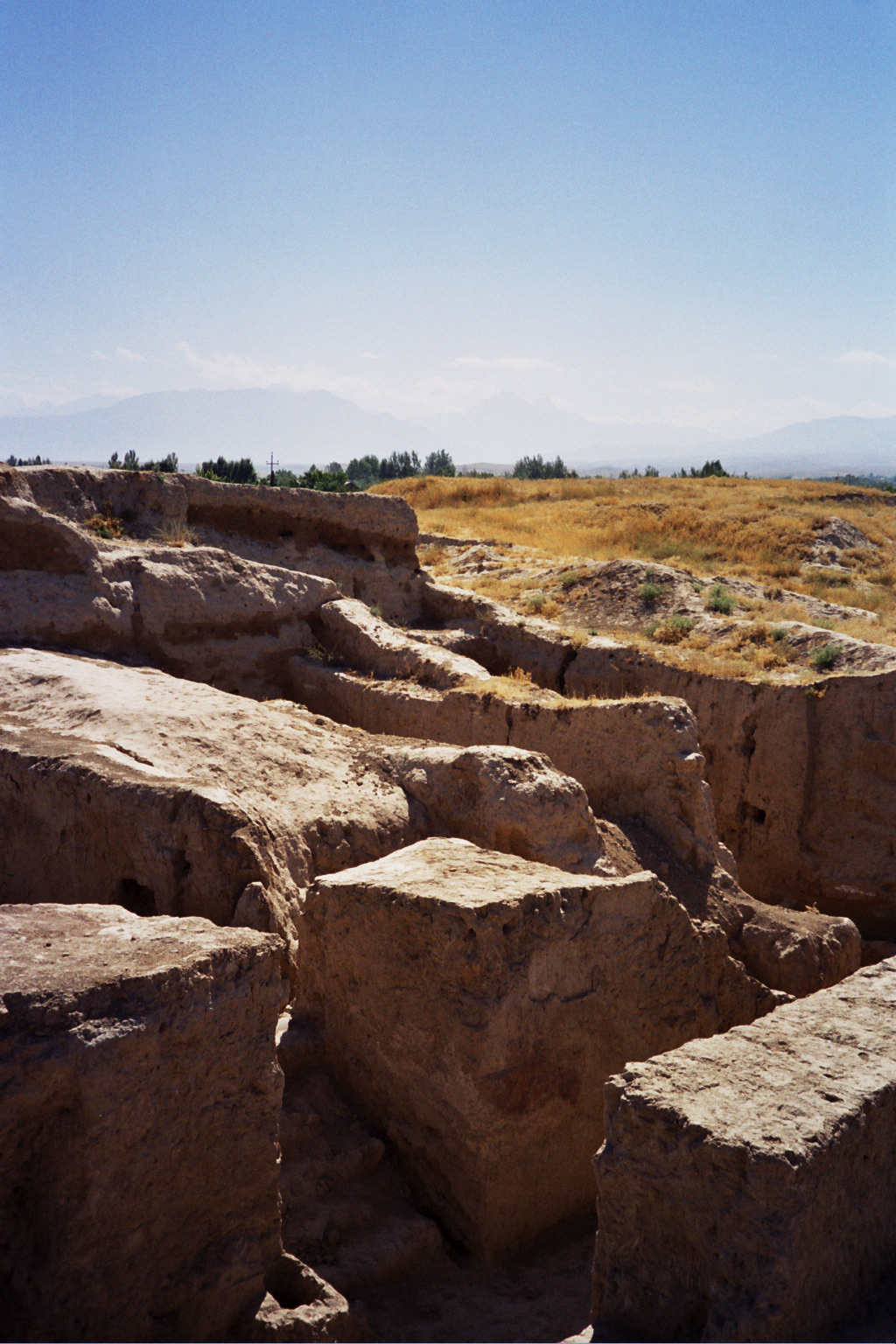
パンジケント遺跡

イスラム教がこの地に入る前からソグディアナの中心地の1つであり5世紀には栄えていた。ソグディアナの名はアケメネス朝の紀元前6世紀の文献にも見える。722年、アラビアの軍勢に町は包囲され、以後およそ50年間、その支配を受ける。8世紀末、台地の町は放棄され、人が住まなくなった。これが旧市街の遺跡である。10世紀にはモスクもでき、ソグディアナの東端の町として粟の産地で有名であった。